# Stanislav Mistr
Stanislav Mistr (* 18. ledna 1962 Vimperk) je český hudebník, písničkář, dirigent a učitel. Studoval na Pedagogické fakultě Univerzity Karlovy, klasický zpěv u prof. Dagmar Součkové a sbormistrovství u prof. Lubomíra Mátla. V roce 1992 založil smíšený sbor Pražští pěvci, věnující se vážné hudbě.

## Pražští pěvci
Pražští pěvci jsou smíšeným sborem založeným v únoru 1992 pod vedením sbormistra Stanislava Mistra. Sbor má základní sestavu 16 členů, ale může vystupovat v různých obsazeních, zahrnujících od 4 do 60 zpěváků. Jeho výrazným rysem je intenzivní hlasová příprava, která umožňuje široké rozšíření dynamických a výrazových možností komorního sboru.
Sbor se zaměřuje především na interpretaci moderní vážné hudby. Získal osm prvenství v mezinárodních soutěžích pěveckých sborů. Pražští pěvci hostovali v několika zemích Evropy a USA a jsou aktivní na významných mezinárodních festivalech, jako je Pražský podzim, Bergische Biennale für Neue Musik a Svatováclavské slavnosti.
Sbor vydal několik CD nahrávek. Mezi nejvýznamnější patří komplet tří CD Dvořákových sborů a duet, vydaný na labelu Brilliant Classics. Také sbor navázal spolupráci s Pražským filmovým orchestrem na projektech filmové hudby.

## Pedagogická kariéra
Podstatnou část svého života strávil výukou hudební výchovy na pražských gymnáziích. K roku 2023 vyučuje na Gymnáziu Ústavní.